# Parafia św. Bartłomieja w Topoli
Parafia św. Bartłomieja Apostoła w Topoli – parafia znajdująca się w dekanacie kamienieckim w diecezji świdnickiej. Była erygowana w XIV w. Jej proboszczem jest ks. Marcin Januszkiewicz. 